# Хрусти (Конінський повіт)
Хрусти (пол. Chrusty) — село в Польщі, у гміні Ґоліна Конінського повіту Великопольського воєводства.
Населення — 68 осіб (2011).
У 1975-1998 роках село належало до Конінського воєводства.

## Демографія
Демографічна структура станом на 31 березня 2011 року:
|          | Загалом | Допрацездатний вік | Працездатний вік | Постпрацездатний вік |
| -------- | ------- | ------------------ | ---------------- | -------------------- |
| Чоловіки | 29      | 4                  | 24               | 1                    |
| Жінки    | 39      | 7                  | 23               | 9                    |
| Разом    | 68      | 11                 | 47               | 10                   |